# Феншо (Оклахома)
Феншо (англ. Fanshawe) — місто (англ. town) в США, в округах Латімер і Лефлор штату Оклахома. Населення — 317 осіб (2020).

## Географія
Феншо розташоване за координатами 34°57′43″ пн. ш. 94°54′41″ зх. д. / 34.96194° пн. ш. 94.91139° зх. д. (34.961954, -94.911292).  За даними Бюро перепису населення США в 2010 році місто мало площу 58,84 км², з яких 58,59 км² — суходіл та 0,25 км² — водойми.

## Демографія
Згідно з переписом 2010 року, у місті мешкало 419 осіб у 157 домогосподарствах у складі 125 родин. Густота населення становила 7 осіб/км².  Було 193 помешкання (3/км²).
Расовий склад населення:
| - 71,4 % — білих - 15,5 % — корінних американців - 1,4 % — чорних або афроамериканців - 1,4 % — азіатів - 1,4 % — осіб інших рас |

До двох чи більше рас належало 8,8 %. Частка іспаномовних становила 3,3 % від усіх жителів.
За віковим діапазоном населення розподілялося таким чином: 26,7 % — особи молодші 18 років, 57,5 % — особи у віці 18—64 років, 15,8 % — особи у віці 65 років та старші. Медіана віку мешканця становила 36,9 року. На 100 осіб жіночої статі у місті припадало 109,5 чоловіків;  на 100 жінок у віці від 18 років та старших — 104,7 чоловіків також старших 18 років.
Середній дохід на одне домашнє господарство  становив 56 136 доларів США (медіана — 39 167), а середній дохід на одну сім'ю — 66 919 доларів (медіана — 57 813). За межею бідності перебувало 17,3 % осіб, у тому числі 8,9 % дітей у віці до 18 років та 17,1 % осіб у віці 65 років та старших.
Цивільне працевлаштоване населення становило 117 осіб. Основні галузі зайнятості: сільське господарство, лісництво, риболовля — 19,7 %, виробництво — 16,2 %, освіта, охорона здоров'я та соціальна допомога — 15,4 %.